# Cathartes emsliei
Cathartes emsliei — викопний вид птахів родини катартових (Cathartidae). Описаний з серії скам'янілостей, виявлених на заході Куби. Викопні рештки були знайдені переважно в печерах Куева-де-Сандоваль і Куева-дель-Індіо або четвертинних асфальтових відкладах Лас-Бреас-де-Сан-Феліпе. Ймовірно, птах вимер під час голоцену після вимирання плейстоценової мегафауни разом із втратою відкритих саван. Вид названо на честь доктора Стівена Емслі, професора палеонтології в Університеті Північної Кароліни у Вілмінгтоні.